# Cerdaia
Cerdaia es un género de coleópteros polífagos crisomeloideos perteneciente a la tribu Achrysonini en la familia Cerambycidae.

## Especies
Comprende las siguientes especies:
- Cerdaia lunata (Germain, 1898)
- Cerdaia testacea (Cerda, 1980)